# Shalmāsh
Shalmāsh (persiska: شلماش) är en ort i Iran.   Den ligger i provinsen Västazarbaijan, i den nordvästra delen av landet, 500 km väster om huvudstaden Teheran. Shalmāsh ligger 1 382 meter över havet och antalet invånare är 457.
Terrängen runt Shalmāsh är kuperad åt nordost, men åt sydväst är den bergig. Runt Shalmāsh är det ganska tätbefolkat, med 83 invånare per kvadratkilometer. Närmaste större samhälle är Bītūsh, 11,4 km väster om Shalmāsh. Trakten runt Shalmāsh består i huvudsak av gräsmarker.